# Elecciones municipales de 2019 en Murcia
Las elecciones municipales de 2019 se celebrarán en Murcia el domingo 26 de mayo, de acuerdo con el Real Decreto de convocatoria de elecciones locales en España dispuesto el 1 de abril de 2019 y publicado en el Boletín Oficial del Estado el día 2 de abril. Se elegirán los 29 concejales del pleno del Ayuntamiento de Murcia, a través de un sistema proporcional (método d'Hondt), con listas cerradas y un umbral electoral del 5 %.

## Candidaturas
En abril de 2019 fueron proclamadas 15 candidaturas.

## Resultados
| Candidatura              | Candidatura                                          | Votos   | %                               | Concejales                      | Concejales                      |
| Candidatura              | Candidatura                                          | Votos   | %                               | Total                           | +/-                             |
| ------------------------ | ---------------------------------------------------- | ------- | ------------------------------- | ------------------------------- | ------------------------------- |
|                          | Partido Popular (PP)                                 | 72 389  | 34,94                           | 11                              | 1                               |
|                          | Partido Socialista Obrero Español (PSOE)             | 59 907  | 28,91                           | 9                               | 3                               |
|                          | Ciudadanos-Partido de la Ciudadanía (Cs)             | 27 902  | 13,47                           | 4                               | 1                               |
|                          | Vox (Vox)                                            | 21 078  | 10,17                           | 3                               | 3                               |
|                          | Podemos Equo (Podemos-Equo)                          | 13 256  | 6,40                            | 2                               | 1                               |
| Barrera electoral mínima | Barrera electoral mínima                             | 6216    | 5,00                            |                                 |                                 |
|                          | Cambiemos Murcia (CM)                                | 4533    | 2,19                            | 0                               | 3                               |
|                          | Somos Región (SR)                                    | 4059    | 1,96                            | 0                               | Nuevo                           |
|                          | Partido Animalista Contra el Maltrato Animal (PACMA) | 1672    | 0,81                            | 0                               | Nuevo                           |
|                          | Partido Comunista de los Pueblos de España (PCPE)    | 390     | 0,19                            | 0                               |                                 |
|                          | Tercera Edad en Acción (3e en acción)                | 360     | 0,17                            | 0                               | Nuevo                           |
|                          | Contigo Somos Democracia (Contigo)                   | 286     | 0,14                            | 0                               | Nuevo                           |
|                          | Coalición de Centro Democrático (CCD)                | 171     | 0,08                            | 0                               |                                 |
|                          | Por un Mundo Más Justo (PUM+J)                       | 162     | 0,08                            | 0                               | Nuevo                           |
|                          | Democracia Plural (DPL)                              | 130     | 0,06                            | 0                               | Nuevo                           |
|                          | Solidaridad y Autogestión Internacionalista (SAIn)   | 73      | 0,04                            | 0                               |                                 |
| Votos en blanco          | Votos en blanco                                      | 830     | 0,40                            | n/a                             | n/a                             |
| Votos válidos            | Votos válidos                                        | 207 198 | 100,00                          | 29                              | 29                              |
| Votos nulos              | Votos nulos                                          | 998     | Participación: \| \| 64,56 % \| | Participación: \| \| 64,56 % \| | Participación: \| \| 64,56 % \| |
| Votantes                 | Votantes                                             | 208 196 | Participación: \| \| 64,56 % \| | Participación: \| \| 64,56 % \| | Participación: \| \| 64,56 % \| |
| Electores                | Electores                                            | 323 535 | Participación: \| \| 64,56 % \| | Participación: \| \| 64,56 % \| | Participación: \| \| 64,56 % \| |
|                          | 64,56 %                                              |         |                                 |                                 |                                 |

## Concejales electos
Relación de concejales electos:
| N.º | Nombre                                   | Candidatura | Candidatura  |
| --- | ---------------------------------------- | ----------- | ------------ |
| 1   | José Francisco Ballesta Germán           |             | PP           |
| 2   | José Antonio Serrano Martínez            |             | PSOE         |
| 3   | Rebeca Pérez López                       |             | PP           |
| 4   | María Teresa Franco Martínez             |             | PSOE         |
| 5   | Mario José Gómez Figal                   |             | Cs           |
| 6   | José Guillén Parra                       |             | PP           |
| 7   | María Inmaculada Ortega Domínguez        |             | Vox          |
| 8   | Enrique Lorca Romero                     |             | PSOE         |
| 9   | Antonio Javier Navarro Corchón           |             | PP           |
| 10  | Carmen Fructuoso Carmona                 |             | PSOE         |
| 11  | María de las Mercedes Bernabé Pérez      |             | PP           |
| 12  | Francisca Pérez López                    |             | Cs           |
| 13  | Ginés Ruiz Maciá                         |             | Podemos Equo |
| 14  | Jesús Francisco Pacheco Méndez           |             | PP           |
| 15  | Antonio Benito Galindo                   |             | PSOE         |
| 16  | José Javier Palma Martínez               |             | Vox          |
| 17  | José Felipe Coello Fariña                |             | PP           |
| 18  | Esther Nevado Doblas                     |             | PSOE         |
| 19  | Pedro José García Rex                    |             | Cs           |
| 20  | Pilar Torres Díez                        |             | PP           |
| 21  | Juan Vicente Larrosa Garre               |             | PSOE         |
| 22  | Eduardo Jesualdo Martínez-Oliva Aguilera |             | PP           |
| 23  | Ainhoa María Sánchez Tabares             |             | PSOE         |
| 24  | Belén López Cambronero                   |             | PP           |
| 25  | José Ángel Antelo Paredes                |             | Vox          |
| 26  | Juan Fernando Hernández Piernas          |             | Cs           |
| 27  | Andrés Francisco Guerrero Martínez       |             | PSOE         |
| 28  | Clara María Martínez Baeza               |             | Podemos Equo |
| 29  | Marco Antonio Fernández Esteban          |             | PP           |